# فيتوريو روسو
فيتوريو روسو (بالإيطالية: Vittorio Russo)‏ (مواليد 16 فبراير 1939 في ترييستي - إيطاليا) لاعب كرة قدم إيطالي معتزل كان يجيد اللعب في مركز الوسط المحوري وحاليا مدرب نادي الدرجة الأولى ليفورنو الإيطالي منذ 2009 .